# Albéric Magnard

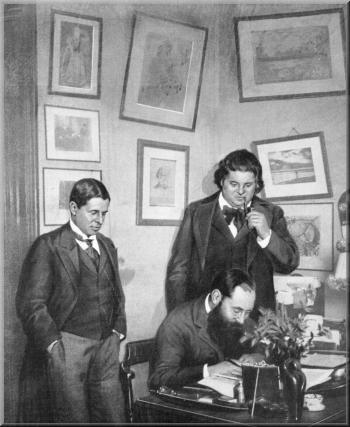
Albéric Magnard (links) met zijn vrienden Joseph Guy Ropartz (zittend) en Eugène Ysaÿe aan wie hij zijn vioolsonate opdroeg

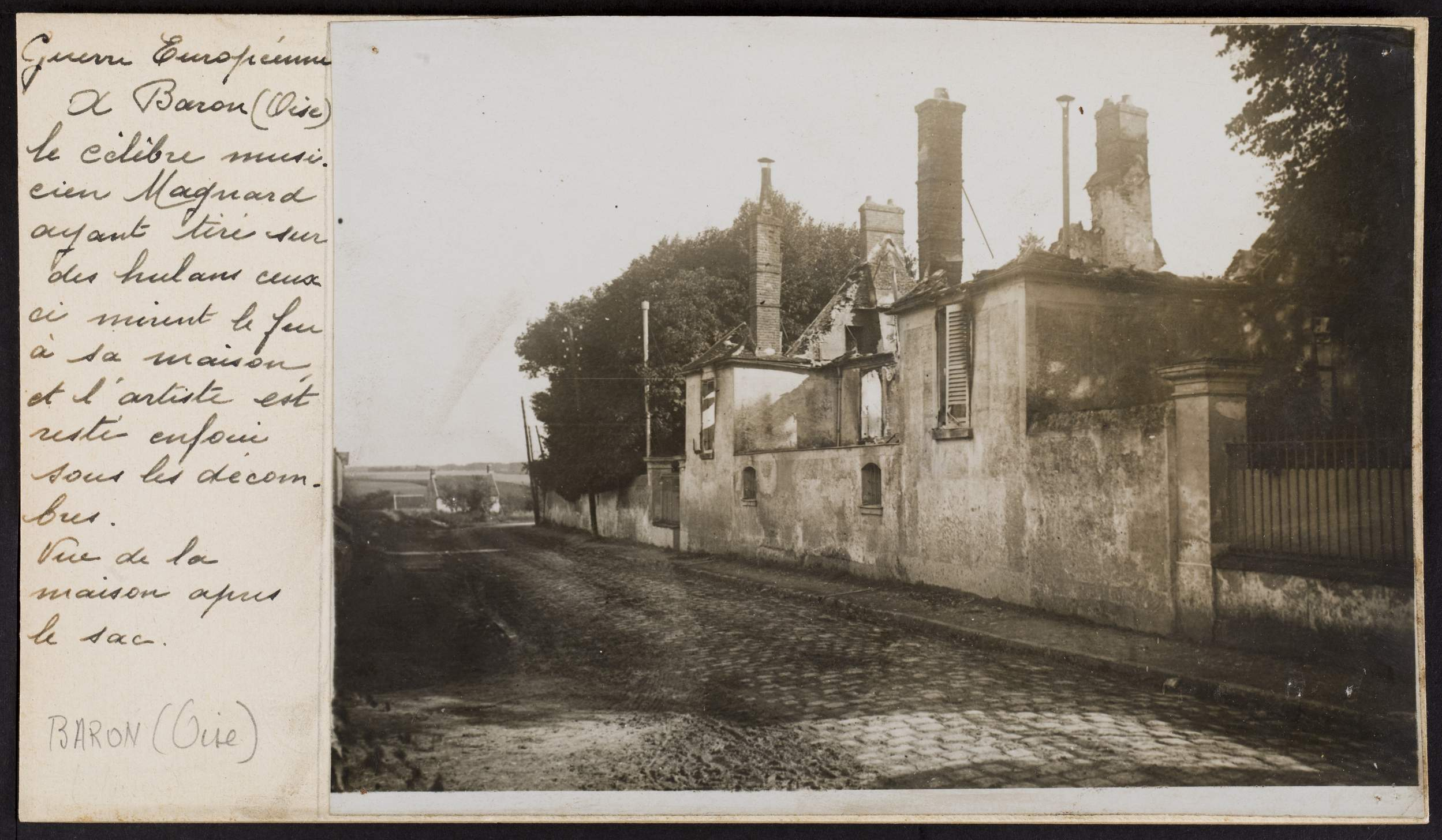
Wat er over was van Magnards huis na de brand

Lucien Denis Gabriel Albéric Magnard (Parijs, 9 juni 1865 – Baron, 3 september 1914) was een Franse componist.

## Levensloop
Magnard was de zoon van de uit Brussel afkomstige Francis Magnard (1837-1894), redacteur, uitgever en hoofdredacteur van het oudste nationale Franse dagblad Le Figaro, en Émilie Bauduer (1837-1869). Hij verloor op vierjarige leeftijd zijn moeder door zelfmoord. Met zijn invloedrijke vader was de verstandhouding moeizaam, maar hij opende wel deuren voor zijn zoon.
Na de militaire dienst en het afstuderen in de rechten aan de Sorbonne ging Magnard naar het Conservatoire de Paris, waar hij contrapunt studeerde bij Théodore Dubois en compositie bij Jules Massenet. Bij Vincent d'Indy studeerde hij privé vier jaar fuga en orkestratie. Hierdoor kwam hij in de invloedssfeer van de school van César Franck, van wie hij zelf nooit les heeft gehad. D'Indy gaf hem steun bij het schrijven van zijn Eerste symfonie. In deze tijd publiceerde hij ook muziekkritieken in Le Figaro, wat hem nogal wat vijanden opleverde.
Op 15 februari 1896 huwde hij Julia Creton (1873-1940) en in hetzelfde jaar voltooide hij zijn contrapuntstudies aan de Schola Cantorum de Paris bij Charles Bordes, Alexandre Guilmant en Vincent d'Indy. In dat jaar voltooide hij ook zijn Derde symfonie. Rond deze tijd heeft zich zijn gehoor verslechterd. Hierdoor, en ook door de artistieke teleurstellingen door de jaren heen, verbitterde en vereenzaamde hij.
Door het vermogen van zijn vader was hij financieel onafhankelijk. Magnard was op geen muzikale compromissen aangewezen en ook niet ertoe bereid, maar hij had daardoor grote moeilijkheden zijn eigen werk uitgevoerd te krijgen. In 1899 organiseerde hij op eigen risico een concert. Vanaf 1902 begon hij zijn eigen composities uit te geven (op. 8 tot op. 20).
In de Dreyfus-affaire stelde hij zich op aan de zijde van Émile Zola en daarmee lijnrecht tegenover de opvattingen van zijn politiek conservatieve leermeester D'Indy. Naar aanleiding van de affaire componeerde hij in 1902 het orkestwerk Hymne à la justice.
Aan het begin van de Eerste Wereldoorlog ging zijn echtgenote met hun twee dochters Eve (geboren in maart 1901) en Ondine (geboren in april 1904) naar een veilige plaats, terwijl Magnard zelf op het landhuis in Baron bleef passen. Op 2 september 1914 veroverden de Duitse troepen de gemeente Baron. Op 3 september 1914 patrouilleerden Duitse soldaten door de gemeente, op zoek naar ruimte voor inkwartiering, en kwamen ook naar Magnards landhuis. Magnard schoot als eerste een Duitse soldaat dood. Daarna schoten de soldaten terug en zetten het huis in brand. Ook al kon zijn lichaam later niet geïdentificeerd worden, er kan van uitgegaan worden dat hij in het vuur omkwam. Het vuur vernietigde ook uitgaven van zijn composities en een aantal ongepubliceerde partituren.

## Postuum
In september 1916 beklaagde de criticus en componist Matthijs Vermeulen zich in De Telegraaf erover dat de toen al twee jaar dode Albéric Magnard nog steeds niet was herdacht in een concert van het Concertgebouworkest onder leiding van Willem Mengelberg. Dit naar aanleiding van een herdenking van Max Reger, vier maanden na diens overlijden. Vermeulen stelde dat Magnard "een paar symphonieën componeerde, die wel eene herdenking waard zijn" en vergeleek Magnards lot met dat van de Tiroler vrijheidsheld Andreas Hofer.
Magnards vriend Joseph Guy Ropartz, die in 1908 de opera Guercœur gedirigeerd had, reconstrueerde uit zijn geheugen, aan de hand van het wel bewaard gebleven pianouittreksel, de orkestratie van de vernietigde bedrijven en voerde het werk in 1931 opnieuw op.

## Werk
Magnards oeuvre is niet omvangrijk (22 opusnummers), maar bestrijkt diverse genres, zoals twee grote opera's, vier symfonieën, andere orkestwerken, kamermuziek en liederen. In zijn laatromantische, maar kordaat aandoende muzikale idioom is geen plaats voor sentimentaliteit. Het is verwant aan dat van zijn Franse tijdgenoten uit de school van Franck en D'Indy, maar is ook beïnvloed door de toontaal van Richard Wagner. Het vertoont een felle vitaliteit en een krachtige eigen persoonlijkheid. Sommige elementen in zijn symfonieën lijken enigszins verwant aan die van Gustav Mahler. In diverse werken, zoals de Derde en Vierde symfonie, nam hij een dansante passage op die verwijst naar de wereld van Jean-Philippe Rameau, wiens muziek zijn leraren D'Indy en Bordes samen met Camille Saint-Saëns in Frankrijk hadden geherintroduceerd. Door de toepassing van het cyclisch principe en soms het gebruik van koralen in zijn muziek is hij weleens "de Franse Anton Bruckner" genoemd, maar voor die karakterisering bieden zijn composities en zijn persoon weinig aanleiding. Zijn gebruik van cyclische vormen is meer verwant aan Franck dan aan Bruckner. In zijn opera's Guercœur en Bérénice volgt hij Wagners principe van het Leitmotiv.
Magnards muziek wordt zelden uitgevoerd, hoewel van de meeste werken meer dan één opname bestaat. Van de vier symfonieën bestaan vier complete cd-uitgaven, van Michel Plasson, Thomas Sanderling, Jean-Yves Ossonce en Fabrice Bollon, nadat eerder Ernest Ansermet de Derde symfonie had opgenomen. Ook de opera Guercœur is onder leiding van Michel Plasson op cd uitgebracht. Magnards laatste opera Bérénice, naar het drama van Jean Racine, is "een der grote werken uit de Franse operaliteratuur" genoemd, maar bij gebrek aan opvoeringen en opnamen kunnen weinigen dat beoordelen. In 1992 werd het werk opgevoerd in Montpellier onder leiding van Marc Soustrot tijdens het Festival de Radio France et Montpellier. Een concertante uitvoering volgde in 2001 in Marseille onder Gaetano Delogu. In januari 2011 werd in Carnegie Hall in New York een concertante uitvoering gegeven onder leiding van Leon Botstein.

## Werkenlijst

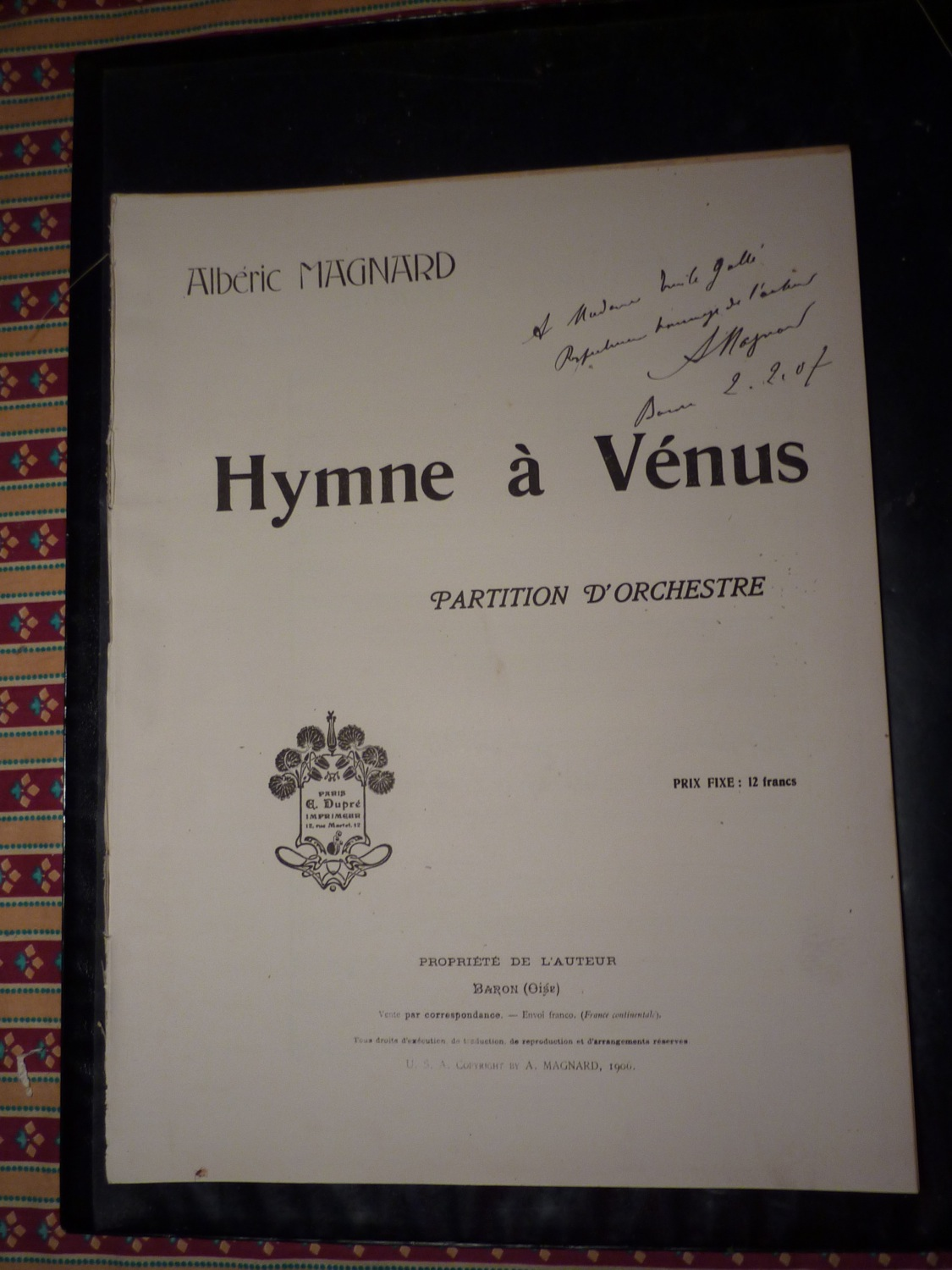
Partituur van Hymne à Venus opus 17 met Magnards opdracht en handtekening

### Symfonieën
- 1889 Première Symphonie (Symfonie Nr. 1) in c-mineur, op. 4
- 1892-1893 rev.1896 Seconde Symphonie (Symfonie Nr. 2) in e-mineur, op. 6
- 1895-1896 Troisième Symphonie (Symfonie Nr. 3) in bes-mineur, op. 11
- 1913 Quatrième Symphonie (Symfonie Nr. 4) in cis-mineur, op. 21

### Andere orkestwerken
- 1888-1889 Suite d’orchestre dans le style ancien in g-mineur, op. 2
- 1894-1895 Ouverture in A-majeur, op. 10
- 1895 Chant funèbre in bes-mineur, op. 9
- 1902 Hymne à la justice in b-mineur, op. 14
- 1903-1904 Hymne à Vénus in Es-majeur, op. 17

### Opera's
| Voltooid in | titel                                                                                                | aktes | première                                              | libretto                           |
| ----------- | --- | ----- | ----------------------------------------------------- | ---------------------------------- |
| 1890-1891   | Yolande, op. 5                                                                                       | 1     | 27 december 1892, Brussel, Koninklijke Muntschouwburg | van de componist                   |
| 1897-1901   | Guercœur, op. 12; 1e en 3e akte in 1915-1916: instrumentatie gereconstrueerd door Joseph Guy Ropartz | 3     | 24 april 1931, Parijs, Opéra Comique                  | van de componist                   |
| 1905-1908   | Bérénice, op. 19                                                                                     | 3     | 15 december 1911, Parijs                              | van de componist, naar Jean Racine |

### Vocale muziek
- 1887-1896 Six Poèmes en musique, voor zangstem, mannenkoor en piano (of orkest), op. 3
- 1890-1891 A Henriette, voor zangstem en piano
- 1902 Quatre poèmes en musique, voor bariton en piano, op. 15 - tekst: van de componist
- 1913-1914 Douze poèmes en musique, op. 22 - tekst: André Chénier en Marcelline Desbordes-Valmore

### Kamermuziek
- 1894 Kwintet in d-mineur voor blazerskwartet (dwarsfluit, klarinet, hobo en fagot) en piano, op. 8
- 1902 Sonate in G-majeur voor viool en piano, op. 13, opgedragen aan Eugène Ysaÿe
- 1903 Strijkkwartet in e-mineur, op. 16
- 1904 Pianotrio in e-mineur voor viool, cello en piano, op. 18
- 1911 Sonate in A-majeur voor cello en piano, op. 20

### Pianomuziek
- 1887-1888 Trois pièces, op. 1
- 1888 En Dieu mon espérance et mon épée pour ma défense
- 1893 Promenades, op. 7

## Publicaties
- Les XX. Le Figaro, 16 février 1890
- Les Troyens à Carthage. Le Figaro, 6, 8 et 10 décembre 1890
- Sur Wagner. Le Tabarin marseillais, mars 1891 en in: Echo de Paris, 16 mars 1891
- La collection de Vigeant. Le Figaro, 25 février 1892
- Le Chant de la Cloche à Amsterdam. Le Figaro, 6 avril 1892
- L’inauguration du chemin de fer de Jaffa à Jérusalem. Le Figaro, 1er et 8 octobre 1892
- Isaÿe. Le Figaro, 31 août 1893
- Félix Mottl. Le Figaro, 18 mars 1894
- Pour Rameau. Le Figaro, 29 mars 1894
- Au Louvre. Le Figaro, 6 mai 1894
- Une traduction de la Walkyrie. Le Figaro, 16 juillet 1894
- La synthèse des arts. La Revue de Paris, 15 septembre 1894
- Les concours du Conservatoire. L’Art moderne, 11 octobre 1903